# Acanthopagrus
Acanthopagrus és un gènere de peixos de la família dels espàrids.

## Taxonomia
- Acanthopagrus akazakii (Iwatsuki, Kimura & Yoshino, 2006)[2]
- Acanthopagrus australis (Gunther, 1859)[3][4][5][6][7]
- Acanthopagrus berda (Forsskål, 1775)[8][9][10][11]
- Acanthopagrus bifasciatus (Forsskål, 1775)[12]
- Acanthopagrus butcheri (Munro, 1949)[13][14][15][16][17][18]
- Acanthopagrus chinshira (Kume & Yoshino, 2008)[19]
- Acanthopagrus latus (Houttuyn, 1782)[20][21][22]
- Acanthopagrus omanensis (Iwatsuki & Heemstra, 2010)[23]
- Acanthopagrus palmaris (Whitley, 1935)[24]
- Acanthopagrus randalli (Iwatsuki & Carpenter, 2009)[25]
- Acanthopagrus schlegelii (Bleeker, 1854)[26]
  - Acanthopagrus schlegelii czerskii (Berg, 1914)
  - Acanthopagrus schlegelii schlegelii (Bleeker, 1854)
- Acanthopagrus sivicolus (Akazaki, 1962)[27]
- Acanthopagrus taiwanensis (Iwatsuki & Carpenter, 2006)[28]
- Acanthopagrus vagus (Peters, 1852)[29][30][31][32][33][34]